# Мартина Штруц
Мартина Штруц (Шверин, 4. мај 1981) је немачка атлетичарка, специјалиста за скок мотком.

## Биографија
Рођена је 4. маја 1981. у Шверину, Источна Немачка. Члан је АК Хагеновер.
Прво велико такмичење било је Светско јуниорско првенство 2000. у Сантјагу где је била пета.
Мартина Штруц је победила 2006. на првенству Немачке у дворани и отишла на Светско првенство у дворани у Москву. Није успела да се пласира у финале, јер је резултатом 4,45 у квалификацијама заузела 9 место. Исте године на Европском првенству у Гетеборгу била је пета и са 4,50 поставила лични рекорд. Исте године била је четврта на Светском купу у Атини.
Дана 12. јула 2011, у Карлсруеу оборила је национални рекорд са 4,78. На првенству Немачке у Каселу, победила је са 4,65 метара.
Највећи успех у досадашњој каријери постигла је на Светском првенству 2011. у Тегуу, када је резултатом 4,80 м освојила сребрну медаљу и поставила нови национални рекорд.